# 大岡博
大岡 博（おおおか ひろし、1907年（明治40年）3月9日 - 1981年（昭和56年）10月1日）は、日本の歌人。

## 経歴
静岡県静岡市生まれ。貿易商だった父延時（1883年 - 1935年）の関係で少年期までを神戸で過ごす。その後、三島に定住。曾祖父の永夢は幕臣で旗本。徳川慶喜の駿府移住に随行し、同地に住んだ、祖父直時は、三島に移り、のちに三島警察署長を務めた。1924年（大正13年）沼津中学校（現静岡県立沼津東高等学校）卒業後、父不在のもと苦学し、家族の病気や経済面から進学を断念して三島市で教職につく。のちに1949年（昭和24年）から1951年（昭和26年）まで県教職員組合執行委員長、初代県立児童会館長、中学校校長を務めるなど教育者として力を尽くした。そのかたわら作歌を続け、豊島逃水、窪田空穂の指導を受けた。
19歳で私家版歌集を刊行、雑誌に小説を発表するなど創作活動に励み、1934年（昭和9年）、歌誌『菩提樹』（元『ふじばら』）創刊。1936年（昭和11年）入門以降、窪田空穂門の重鎮として歌壇で活躍、1959年（昭和34年）には静岡県歌人協会初代会長となった。「三島市歌」（元「三島町町歌」が市制施行に伴い市歌に変更）、「三島市制施行祝賀行進曲」、「春のひぐれ」、「四月の海」など作詞も多い。1986年（昭和61年）、三島市立楽寿園に歌碑が建立された。
長男は詩人の大岡信。孫は小説家の大岡玲、詩人の大岡亜紀。

## 歌集
- 白萩 （私家版、大岡博祐名義、1926年）
- 渓流 （長谷川書房、1952年）
- 南麓 （春秋社、1963年）
- 童女半跏 （牧羊社、1973年）
- 春の鷺 （花神社、1982年[注釈 4]）
- 大岡博全歌集 （花神社、2008年）

## 歌論集
- 日本抒情詩の発生と其の周辺 （日本文芸社、1959年[注釈 5]）
- 歌林提唱 （短歌新聞社、1978年）
- 作歌みちしるべ （短歌新聞社、1985年[注釈 6]）